# Petrivka, Snovsk
Petrivka (în ucraineană Петрівка) este localitatea de reședință a comunei Petrivka din raionul Snovsk, regiunea Cernihiv, Ucraina.

## Demografie
Componența lingvistică a localității Petrivka
     Ucraineană (96,87%)
     Rusă (2,73%)
     Alte limbi (0,4%)
Conform recensământului din 2001, majoritatea populației localității Petrivka era vorbitoare de ucraineană (96,87%), existând în minoritate și vorbitori de rusă (2,73%).